# 5330 Senrikyu
5330 Senrikyu è un asteroide della fascia principale del diametro medio di circa 12,29 km. Scoperto nel 1990, presenta un'orbita caratterizzata da un semiasse maggiore pari a 2,7654439 UA e da un'eccentricità di 0,1559896, inclinata di 33,72587° rispetto all'eclittica.